# 萨比奥内塔
萨比奥内塔（義大利語：Sabbioneta），是意大利曼托瓦省的一个市镇。总面积37平方公里，人口4373人，人口密度118.2人/平方公里（2009年）。国家统计（ISTAT）代码为020054。